# Дертево
Дертево — село в Колышлейском районе Пензенской области, входит в состав Березовского сельсовета.

## География
Село расположено на берегу речки Синеомутовка в 19 км на северо-запад от центра сельсовета села Березовка и в 25 км на север от районного центра посёлка Колышлей.

## История
Поселена между 1762 и 1782 гг. наследником пензенского канцеляриста А.В. Дертева из рода подьячих Пензенской приказной избы. Часть крестьян перевела из д. Бакшеевки, Карамала тож, Городищенского уезда его вдова М.С. Дертева. В 1790 г. деревня Дертевка вместе с новопоселенной д. Бекетовкой показаны за Марией Степановной Дертевой, а также Алексеем Матвеевичем и Анной Матвеевной Бекетовыми, в обоих селениях 130 дворов, 66 десятин усадебной земли, пашни – 3315 дес., леса – 142 дес., всего – 7940 дес.; Дертево «на левом берегу речки Мотосени и на правой оврага Суходола», крестьяне на барщине. В 1790-е гг. из Дертева производились выселки: сельцо Белокаменка, Васильевка тож, деревни Высокое, Трофимовка, тож, Алферьевка и Петровка, Синеомутовка тож, отсюда снижение численности в 1864 г. В 1800 г. помещиком показан надворный советник Василий Михайлович Сабуров. В 1805 г. построена каменная церковь во имя иконы Казанской Богородицы с приделом во имя Архангела Михаила и деревянной колокольней (церковь реконструирована в 1829 г.). До постройки церкви деревня приходом состояла при церкви с. Бекетовки (правобережного). В середине 19 в. параллельно употреблялось название д. Сабуровские Хутора. В 1877 г. – церковь, школа. В 1910 г. – село Дертево, волостной центр Пензенского уезда, одна крестьянская община, 128 дворов, имение Сабуровых, земская школа, паровая и ветряная мельницы, 2 шерсточесальни, 3 кузницы, кирпичный сарай, 5 лавок.
С 1928 года центр сельсовета Колышлейском районе Балашовского округа Нижне-Волжского края, с 1932 года в составе Телегинского района (с 1939 года — в составе Пензенской области). С 1959 года центр сельсовета в составе Колышлейском районе,  центральная усадьба колхоза «Красная Армия». В 1980-е годы в составе Хопровского сельсовета, с 2010 года — в составе Березовского сельсовета. 

## Население
| 1790 | 1864 | 1877 | 1897 | 1910 | 1926 | 1930 |
| ---- | ---- | ---- | ---- | ---- | ---- | ---- |
| 1103 | ↘583 | ↘558 | ↗695 | ↗836 | ↗892 | ↗981 |
| 1939 | 1959 | 1979 | 1989 | 1996 | 2002 | 2010 |
| ↘576 | ↘305 | ↘163 | ↘98  | ↘82  | ↘44  | ↘0   |